# Banco Comercial por la Europa del Norte – Eurobank

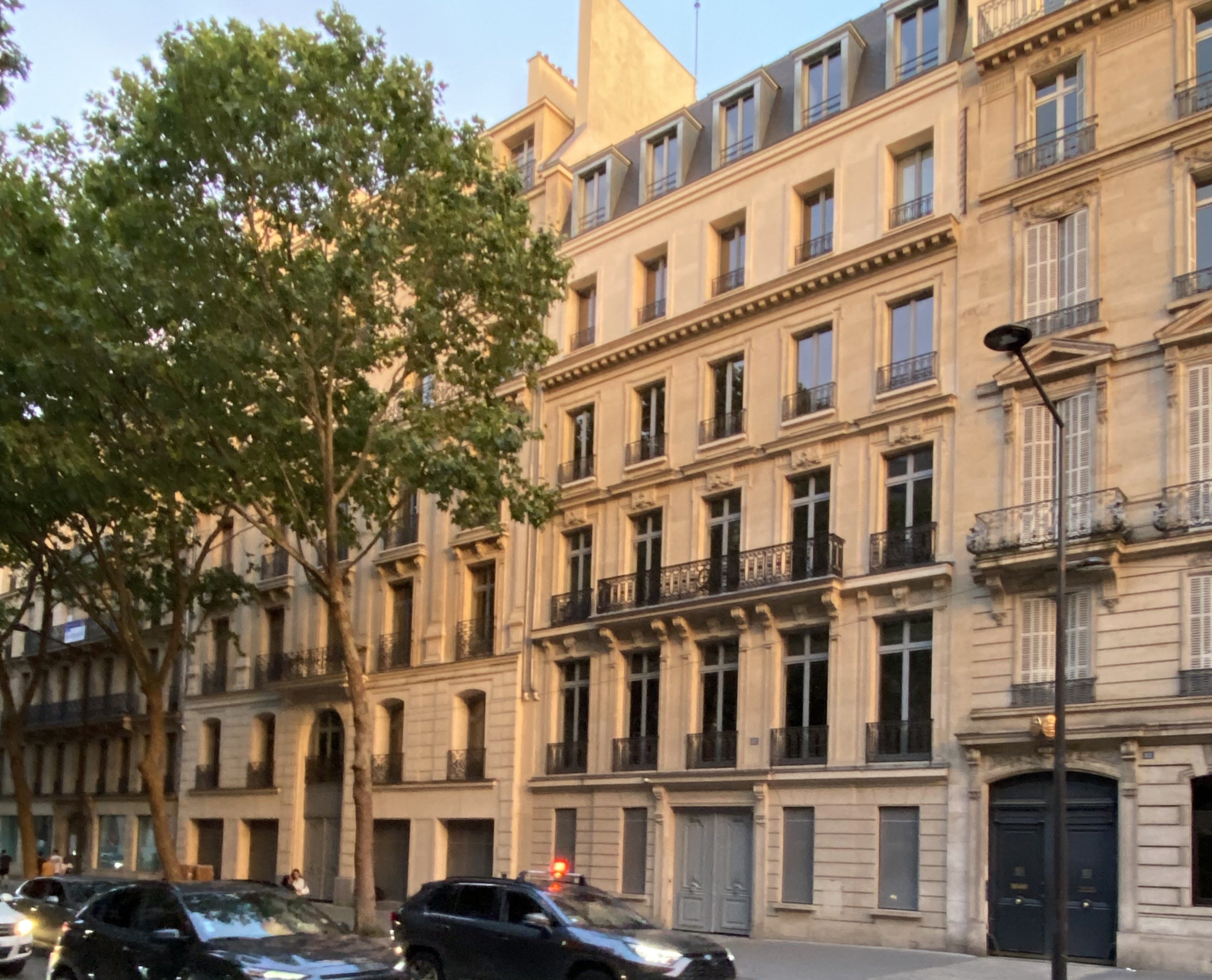
Banque Commerciale pour l'Europe du Nord (BCEN)

Banque Commerciale pour l'Europe du Nord (BCEN) o Banque Commerciale pour l'Europe du Nord - Eurobank (BCEN-Eurobank) (en español, Banco Comercial por la Europa del Norte) fue un banco controlado por la URSS en París.
En 2005 el ruso Vneshtorgbank se convirtió en el principal accionista del banco. Vneshtorgbank cambió su nombre a VTB Bank y BCEN-EUROBANK fue renombrado a VTB Bank (France) SA.

## Historia
La Unión Soviética usó este banco para manejar el Oro de la República durante la guerra civil.